# Bengt Gabrielsson (Oxenstierna)

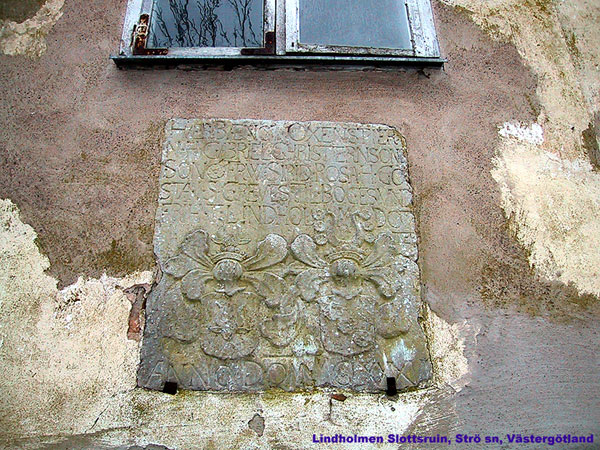
Bengt Gabrielssons och hans hustrus vapen på Lindholmens slott.

Bengt Gabrielsson (Oxenstierna) (d.ä.), född omkring 1550 och död 12 april 1591, var ett svenskt furstligt råd.

## Biografi
Bengt var son till Gabriel Kristiernsson och hans hustru Beata Trolle. Han började sin bana 1575 som hertig Carls kammarjunkare och utnämndes till hans hovmarskalk 1578. Året därpå följde han hertig Carl på dennes friareresa till Pfalz och förordnades 1580 till hans furstliga råd, marskalk och guvernör över Södermanland, Närke och Värmland. Ett bevis på hertigens förtroende för Bengt Gabrielsson var att han i sin frånvaro 1582 förordnade honom att förestå hela hans furstendöme. Genom sin nära lojalitet till hertig Carl blev kom han konflikt med kung Johan III.

### Egendom
Oxenstierna ägde Mörby, Lindholmens slott i Strö socken, Ekebygolm i Rimbo socken, Frugården i Näs socken och Ervalla i Ervalla socken.

### Familj
Bengt Gabrielsson gifte sig första gången 25 oktober 1579 i Arboga med Sigrid Gustafsdotter (död 1586), dotter till riddaren, riksrådet greve Gustav Johansson (Tre Rosor) och Ingeborg Chhristoffersdotter (tre ekblad). De fick tillsammans barnen studenten Gustaf Oxenstierna (1580–1600) vid Wittenbergs universitet, Ingeborg Oxenstierna som var gift med riksrådet och presidenten friherre Nils Bielke, Christiern Oxenstierna (1583–1584), kammarjungfrun Catharina Oxenstierna (1584–1624) som var gift med Nils Turesson Bielke af Åkerö och greve Gabriel Oxenstierna (1586–1656).
Oxenstierna gifte sig andra gången 13 juli 1589 på Såtenäs i Tuns socken med Brita Posse (1554–1602), dotter till riksrådet, riddaren och landshövdingen Knut Axelsson Posse och Ebba Göransdotter af Forstenasläkten. De fick tillsammans barnen Sigrid Oxenstierna (1590–1644) som var gift med riksrådet, friherren Claes Horn af Åminne och Bengt Oxenstierna (1591–1643).